# Yasumasa Nishino
Yasumasa Nishino (japanisch 西野 泰正 Nishino Yasumasa; * 14. September 1982 in der Präfektur Toyama) ist ein ehemaliger japanischer Fußballspieler.

## Karriere
Nishino erlernte das Fußballspielen in der Schulmannschaft der Toyama Daiichi High School. Seinen ersten Vertrag unterschrieb er 2001 bei den Júbilo Iwata. Der Verein spielte in der höchsten Liga des Landes, der J1 League. Mit dem Verein wurde er 2002 japanischer Meister. 2003 gewann er mit dem Verein den Kaiserpokal. Für den Verein absolvierte er 26 Erstligaspiele. Im April 2005 wurde er an den Ligakonkurrenten Shimizu S-Pulse ausgeliehen. Für den Verein absolvierte er 17 Erstligaspiele. 2006 kehrte er zu Júbilo Iwata zurück. 2007 wechselte er zum Zweitligisten Kyoto Sanga FC. Am Ende der Saison 2007 stieg der Verein in die J1 League auf. Für den Verein absolvierte er 43 Ligaspiele. 2011 wechselte er zum Drittligisten Kamatamare Sanuki. 2013 wurde er mit dem Verein Vizemeister der Japan Football League und stieg in die J2 League auf. Für den Verein absolvierte er 111 Ligaspiele. Ende 2014 beendete er seine Karriere als Fußballspieler.

## Erfolge
Júbilo Iwata
- J1 League

Meister: 2002
Vizemeister: 2001, 2003
- J.League Cup

Finalist: 2001
- Kaiserpokal

Sieger: 2003
Finalist: 2004
Shimizu S-Pulse
- Kaiserpokal

Finalist: 2005